# Lehmann (cráter de Venus)
Lehmann es un cráter de Venus, situado en las coordenadas -44,1 de latitud y 39,1 de longitud, con un diámetro de 21,7 km. Pertenece a la zona del planeta denominada Planitia Fonueha.
Las imágenes de su superficie (en este caso, procedentes de la sonda Magallanes que cartografió Venus entre 1989 y 1994) deben captarse utilizando el radar, debido a la densa atmósfera del planeta.
Debe su nombre al astrónomo alemán Jacob Heinrich Wilhelm Lehmann (1800-1863).